# Jeux de la Micronésie de 2006
Navigation
Pohnpei 2002 Koror 2010
Les 6es Jeux de la Micronésie, organisés par le Comité national olympique des îles Mariannes du Nord ont eu lieu du 23 juin au 4 juillet 2006, sur l'île de Saipan. Les jeux de 2006 sont les troisièmes organisés par les Îles Mariannes du Nord après ceux de 1969 et ceux de 1990 s'étant également déroulés à Saipan.

## Sélection du pays hôte
Les Jeux de la Micronésie sont dans un premier temps attribués à l'État de Yap des États fédérés de Micronésie, mais celui-ci n'est pas en mesure d'assurer le financement de l'évènement à cause des dégâts occasionnés par le typhon Sudal en avril 2004,. Le Conseil des Jeux de la Micronésie se réunit à l'occasion des Mini-Jeux du Pacifique sud fin juillet-début août à Palaos et réattribue l'organisation des Jeux aux Îles Mariannes du Nord.

## Organisation

### Nomination d'un premier comité et premières dépenses
Un premier comité d'organisation est instauré le 8 novembre 2005 par le gouverneur Juan N. Babauta. Il est dirigé par le secrétaire du Département des affaires communautaires et culturelles Juan L. Babauta et est composé de six sous-comités - publicité, marketing, sport, logement, transports, infrastructure - avec à leur tête un président.
Juan L. Babauta évalue à 5 800 000 $ le budget nécessaire pour rénover les installations sportives existantes et en construire de supplémentaires. Les besoins identifiés sont, pour le complexe sportif Oleai, une nouvelle piscine olympique de 50 m et des courts de tennis, la construction de tribunes pour les trois terrains de baseball, de softball et d'athlétisme, l'installation d'un éclairage supplémentaire au stade d'athlétisme, la rénovation du gymnase Gilbert C. Ada, la rénovation de la piscine Kan Pacific, mais aussi la construction de toilettes et de douches et enfin d'un bâtiment pour accueillir les va'a,,. Une nouvelle piscine coûterait 1 793 000 $ et sa construction nécessiterait sept mois mais Juan L. Babauta juge que cet investissement est une priorité du fait que la piscine Kan Pacific est trop courte de quelques pouces par rapport aux standards olympiques. Au cas où elle ne serait pas prête à temps, l'ancienne piscine Kan Pacific pourrait tout de même être utilisée après rénovation. Une autre possibilité évoquée est l'usage de la piscine olympique que les propriétaires de l'hôtel Saipan World Resort envisagent de construire dans le cadre d'un projet d'agrandissement de plusieurs dizaines de millions de dollars en contrepartie d'allégements fiscaux,,. Les terrains de tennis du Parc mémorial américain ne répondent également pas aux standards internationaux et le projet d'extension initié en 2004 nécessite un apport supplémentaire de 50 000 $ pour être mené à bien.
Au cours des mois d'octobre et de novembre, Juan L. Babauta dit envisager toutes les possibilités de financement tel qu'un prêt de 2 900 000 $ proposé par l'Autorité du développement du Commonwealth pour la construction d'installation sportives et un financement de même valeur par le Marianas Public Lands Trust, le syndic des droits fonciers publics et des revenus remis par l'Autorité des terres publiques des Îles Mariannes du Nord,,,.
Le 29 septembre 2005, la Chambre des représentants des Îles Mariannes du Nord vote en première lecture la loi 14-378 attribuant 300 000 $ à la construction de tribunes pour le terrain de baseball Francisco M. Palacios et 250 000 $ pour le terrain de softball Miguel B. Pangelinan. Le Sénat la modifie en diminuant à 200 000 $ le financement de la tribune de softball. La Chambre des représentants estime qu'une grande partie de la dépense occasionnée par cette loi devrait être couverte par les 30 $ de défraiement quotidien que devront payer les 1500 à 1700 athlètes, entraîneurs et officiels attendus. Le gouverneur Juan N. Babauta signe le décret d'application de la loi le 9 décembre. La construction des tribunes est jugée pouvoir durer six mois, mais les travaux sont par la suite abandonnés.
Fin décembre, le ministère des Affaires communautaires et culturelles attend une réponse de l'Autorité de développement du Commonwealth pour un financement de  5 800 000 $. Mais, le 6 février, lors d'une réunion du Comité d'organisation, les membres  constatent que le budget, dorénavant fixé à 750 000 $, montant établi d'après les dépenses effectuées  par Palaos pour les mini-jeux du Pacifique Sud de l'été 2005, n'est en fait pas définitivement évalué. Le comité pense récupérer 600 000 $ sous la forme des indemnités journalières payées par les nations participantes. Il déplore le désintérêt de plusieurs membres et leur incapacité à accomplir les tâches qui leur sont dévolues.

### Atermoiements quant à l'organisation des Jeux
Le 10 février, à la grande surprise des athlètes et des officiels mariannais, le gouvernement annonce renoncer à l'organisation des Jeux en raison de sa situation économique — baisse du budget de 213 millions de dollars à 198,5 millions de dollars — et d'un mauvais leadership — coût à payer non réellement évalué. Le sénateur Luis Crisostimo présente aussitôt une résolution exposant les bénéfices attendus de l'organisation des Jeux et demandant instamment de reconsidérer cette décision. Il déclare à la presse que les Jeux, un privilège, vont profiter à l'économie — près de 2 000 personnes (athlètes, entraîneurs, familles) qui devraient dépenser un total de 2 000 000 $ sont attendues —, que la majorité des installations sont déjà existantes et que les améliorations bénéficieront aux futurs manifestations, qu'elles pourraient contribuer à attirer des délégations japonaises ou coréennes intéressées par le climat tempéré, et qu'abandonner l'organisation va donner une mauvaise image du pays. Le sénateur Ray A. Tebuteb s'étonne que le gouvernement prêche des programmes pour la jeunesse mais ne saisit pas l'opportunité de récompenser l'implication des sportifs, lesquels sont des ambassadeurs du pays, et de promouvoir le bénévolat,,,,,. Michael White, président des Associations sportives amateurs des Îles Mariannes du Nord, affirme qu'un « gouvernement qui ne reconnaît pas l'importance du sport dans [la] communauté est un gouvernement qui manque à ses obligations envers [le] peuple. Une société qui néglige le sport, néglige ses enfants et menace son propre avenir ». Il demande à se connecter sur le site du Saipan Tribune et à voter négativement au sondage hebdomadaire demandant si les individus sont d'accord avec la décision du gouvernement d'abandonner les Micro Games. Il appelle aussi un à rassemblement qui se tient effectivement devant le bureau du gouverneur le 16 février. Au moment de cette défection, Palaos et Guam sont envisagés comme de possibles remplaçants. La secrétaire générale du Comité national olympique des Palaos, Baklai Temengil, déclare avoir discuté de cette possibilité avec les autres membres du comité mais ne pas avoir encore pris d'engagement. Elle affirme que les installations sportives paluannes sont en bonne forme, le pays ayant accueilli les Mini-Jeux du Pacifique Sud en 2005, mais que le soutien du gouvernement, des entreprises et de la communauté serait nécessaire.
Le 16 février, le gouverneur Benigno R. Fitial déclare lors d'une conférence de presse attendre la visite du président des Palaos le 25 février et, si rien ne s'en dégage, prendre sa décision sur l'organisation des Jeux le jour même. Il reçoit après cette déclaration un groupe composé d'athlètes, d'entraîneurs, de parents et de supporters. L'entraîneur de natation Michael Stewart, récemment honoré meilleur entraîneur de l'année, expose qu'il n'est pas nécessaire que le gouvernement donne un apport financier mais demande que l'État fournisse l'appui de son personnel et de ses installations pour assurer le transport, la sécurité ainsi que l'hébergement des athlètes à travers la mise à disposition de la Marianas High School, et peut-être une mise à niveau des installations. Face au scepticisme du gouverneur quant aux délais nécessaires à l'organisation, Bob Coldeen, l'un des organisateurs des Jeux de 1990 affirme qu'il n'y a aucun aspect qui nécessite plus de quatre mois de planification et déclare qu'il peut fournir un plan financier d'ici le 25. Il annonce qu'aux quatre commanditaires majeurs des Jeux de 1990 doivent se substituer une multitude d'apports. Le 21 février, Bill Sakovitch, organisateur des Jeux de 1990, blâme le gouvernement actuel et l'Association sportive amateur des Îles Mariannes du Nord pour leur manque d'implication. D'après lui, cet épisode est néfaste au projet de constitution d'un Comité national olympique.
Le 22 février, le sénateur Luis Crisostimo se dit prêt à donner 20 000 $ si nécessaire et encourage les autres sénateurs à contribuer financièrement ou en apportant un soutien en nature. Le Conseil des Jeux de Micronésie annonce que les Jeux ne seront pas réattribués si les îles Mariannes du Nord renoncent. Le lendemain, le gouverneur annonce revenir sur sa décision, ayant eu à disposition le nouveau plan de financement établi par le président du comité des finances, Rex Palacio, ainsi que l'assurance de contributeurs financiers et de volontaires du secteur privé crédibles pour supporter en grande partie le coût financier des Jeux,.

### Nomination d'un nouveau comité et révision du budget
Le 23 février 2006, Michael White, président des Associations sportives amateurs des Îles Mariannes du Nord, jusqu'à présent vice-président du Comité d'organisation, est instauré président du Comité par Daisy Villagomez-Bier, secrétaire du ministère des Affaires communautaires et culturelles. Le budget est alors singulièrement diminué puisqu'il n'est plus évalué qu'à 651 000 $ dont seulement 80 000 $, soit 12 % de la dépense totale, doivent être fournis en nature par le gouvernement, pour la sécurité publique, la santé et les services de transport. Les recettes attendues par les contributions aux frais quotidiens des athlètes, payées par les délégations visiteuses, sont de l'ordre de 432 000 $ soit 67 % des dépenses. Une somme de 139 000 $ doit être abondée par des contributions privées. Courant mars, la Société des managers en ressources humaines offre 5 000 $. En mai, la Joeten Charitable Foundation donne 25 000 $, l'United Micronesia Development Association 10 000 $ et les recettes de l'organisation d'évènements sportifs à venir pouvant atteindre plus de 10 000 $, la société Mobil 15 000 $,, le LaoLao Bay Golf Resort par le moyen d'un tournoi 3 à 4 000 $, l'association des hôtels des Îles Mariannes du Nord 3 000 $, l'entreprise Secure Title 1 000 $. L'opérateur téléphonique Saipan Cell fournit 25 téléphones aux organisateurs, des cartes téléphoniques prépayées aux athlètes et d'autres avantages pour un minimum de 25 000 $,,. Les bénéfices tirés de l'organisation de plusieurs courses à pied en mars et en mai,,, d'un tournoi de golf en mars et d'un tournoi d'art martiaux mixes en avril sont également destinés à abonder le budget. Début juin, la Bank of Guam offre 10 000 $.
Selon un rapport fourni au gouverneur début février la majeure partie du budget est destinée aux repas des participants, 97 000 $ sont prévus pour le logement, 26 400 $ pour le transport, 26 000 $ pour les fournitures sportives et la sécurité, 25 000 $ pour l'eau, 21 500 $ pour les services médicaux, 10 750 $ pour le contrôle de la circulation, 1 500 $ pour la collecte des ordures, 18 000 $ pour les cérémonies d'ouverture et de clôture, 3 000 $ pour les uniformes des volontaires et des fonctionnaires, mais aussi 23 500 $ pour les accréditations de tous les athlètes et officiels, le site web officiel, les fournitures d'exploitation telles que le papier, les cartouches d'impression, les bannières des sites de compétition et des voies de circulation, les coûts d'impression des programmes des Jeux, 500 $ pour des frais de voyage et de séjour des fédérations sportives locales et les fournitures administratives. L'organisation de Jeux paralympiques en parallèle des Jeux pour les valides a été un temps évoquée.
L'amélioration des installations mobilise 16 700 $ dont environ 5 000 $ pour la clôture du terrain de baseball, 3 000 $ pour la réparation du gymnase Gilbert C. Ada, 1 500 $ pour des matériaux de construction, 7 200 $ pour des gradins. La rénovation du gymnase est réalisée par des bénévoles et des employées de la Division des sports et des loisirs avec de la peinture offerte par une entreprise,,, tandis qu'un groupe d'artistes locaux mené par Luis Ogo et parrainé par le Conseil des Arts et de la Culture réalise une fresque figurant les sports pratiqués, les nations participantes, des éléments de la culture locale et des stars américaines,. Des ouvriers du ministère des Travaux publics ont construit une tribune en béton au terrain de baseball Francisco M. Palacios et une autre au terrain de softball Miguel B. Pangelinan.
Les fournitures nécessaires à l'organisation des compétitions s'élèvent à 4 030 $ pour le baseball, 4 000 $ pour le basketball, 3 060 $ pour l'athlétisme, 1 600 $ pour le beach-volley, 2 500 $ pour le golf, 1 750 $ pour le softball balle lente, 1 750 $ pour le softball balle rapide, 1 600 $ pour le volley-ball, 1 500 $ pour les courses de va'a, 1 320 $ pour le tennis, 1 000 $ pour le triathlon, et 500 $ pour la natation, la pêche sous-marine, le tennis et le micronesian all around, 150 $ pour la lutte.
Mi mai, le secrétaire exécutif du Comité d'organisation, Wilhelm “Bill” Sakovich, annonce ne pas s'inquiéter pour les installations, car elles sont déjà existantes, et se focaliser sur l'accueil des athlètes.

### Identité visuelle (logo)
Au milieu du mois de novembre 2005, le président du comité d'organisation Juan L. Babauta évoque la possibilité de lancer un concours pour le choix de la mascotte et du logo officiels, ou la reprise du logo des Jeux de 1990. Fin février, le Comité d'organisation des Jeux de Micronésie publie le logo officiel des prochains Jeux. Conçu par Bob Coldeen, passionné de sports et membre du comité, il figure deux oiseaux blancs, symbole de paix, nommés Fakpi, dont le design symbolise la vitesse, le style et la grâce des athlètes. Les oiseaux représentent la coopération et la compétition, et volent ensemble comme les nations insulaires pour les Jeux Micronésiens. Un oiseau est légèrement en avance sur l'autre pour symboliser l'esprit de compétition. Leur proximité représente les liens familiaux — les parents de plusieurs athlètes ont concouru lors d'éditions précédentes — et d'amités. Le lettrage est multicolore pour figurer les différentes cultures qui se réunissent lors de ces Jeux.

### Objectifs des Jeux
Au moment du vote de la loi 14-378, précédemment évoquée, la Chambre des représentants motive son choix en expliquant que les entreprises locales vont tirer bénéfice des Jeux, que le succès attendu des Jeux est un facteur de promotion pour l'organisation future d'évènements sportifs régionaux et internationaux, que les installations sportives rénovées ou construites seront utiles à la communauté. Le sénateur Luis Crisostimo reprend une partie de ces arguments dans une résolution déposée en février 2006. Il précise que les 2 000 visiteurs attendus devraient générer 2 000 000 $ de dépenses dans les hôtels, restaurants, locations de voitures et autres entreprises locales, estime que les installations vont attirer des délégations étrangères dans l'optique de leur préparation pour les Jeux olympiques de 2008, juge que ces Jeux stimuleront le moral des athlètes locaux et aideront à promouvoir un style de vie sain,.

### Cérémonies

#### Cérémonie d'ouverture
Trente élèves de chaque école publique ou privée en uniforme scolaire avec des pompons assortis encouragent les athlètes lors du défilé. La cérémonie d'ouverture donne lieu à une danse Chamorro réalisée par des enfants âgés de moins de douze ans, en pagne traditionnel (sadi) pour les garçons et avec un soutien-gorge de noix de coco et une jupe d'herbe pour les filles, qui se sont entraînés depuis début mai.

### Formation
Fin décembre, Yvonne Mullins, présidente de l'Association d'athlétisme d'Océanie, a l'intention d'organiser une semaine de formation à destination des officiels. Mi-avril, une réunion est organisée à destination des personnes intéressées par l'arbitrage du basketball, la tenue des statistiques, du score, de l'horloge et le bénévolat. Les futurs arbitres doivent être de niveau 1 et seront accompagnés pour atteindre si possible le niveau 2.

### Organisation pratique
À la fin du mois de novembre 2005, le vice-président du comité d'organisation Michael White envisage de faire appel à la société australienne Sporting Pulse, comme l'avait fait Palaos durant les Mini-jeux du Pacifique sud de 2004, pour les cartes d'accréditations et d'identifications fournies aux participants des Jeux. La première réunion pour les bénévoles a lieu début mai.
Le gouverneur Benigno R. Fitial rencontre à Guam durant le dernier week-end de février l'amiral américain Charles J. Liedig Jr. pour obtenir 1 200 lits militaires pour servir aux athlètes qui logeront dans les locaux de la Marianas High School et une démonstration aérienne lors de la cérémonie d'ouverture des Jeux. Début juin, près de 1000 matelas, de provenance non renseignée, sont attendus pour servir aux athlètes qui seront logés à la « Marianna High School ». La « Hopwood Junior High School » était également initialement prévue pour accueillir des sportifs étrangers. Les officiels des fédérations internationales dorment au « Saipan Grand Hotel » et les arbitres, juges et officiels techniques au « Sun Palace Inn ».

## Délégations participantes
Les participants à cette compétition sont deux territoires organisés non incorporés des États-Unis, Guam et les Îles Mariannes du Nord, trois pays souverains (les îles Marshall, les Kiribati et les Palaos), et les quatre États constitutifs des États fédérés de Micronésie, Chuuk, Pohnpei, Kosrae et Yap, qui concourent séparément. Fin septembre 2005, les organisateurs attendent entre 1500 et 1700 athlètes, entraîneurs et officiels, chiffre réduit à 1400 athlètes et entraîneurs début mai 2006. Début juin, outre les athlètes mariannais, ce sont 237 palaosiens, 187 pohnpéiens, 150 guaméens, 125 yapais, 79 Kosraéens, 65 chuukois, 60 marshalais, 23 kiribatiens et 200 entraîneurs et officiels qui sont attendus.

## Compétition
Début octobre, l'organisation des Jeux est prévue du 23 juin au 7 juillet. Par la suite, la fin des jeux est avancée au 4 juillet. Yvonne Mullins, présidente de l'Association d'athlétisme d'Océanie, a demandé que les épreuves d'athlétisme aient lieu durant la première semaine et non pas la seconde.

### Sports au programme
Seize sports sont au programme de ces jeux : l’athlétisme, le baseball, le basketball, le beach-volley, la lutte, le golf, le Micronesian all around, la natation, la pêche sous-marine, le softball balle rapide, le tennis, le tennis de table, le triathlon, le volley-ball, la course de Va'a. Le softball balle lente et une compétition de voile sont également prévus dans un premier temps.

### Tableau des médailles
Guam est le territoire qui remporte le plus de médailles avec 96 médailles dont 51 en or.
| Rang  | Nation                 | Or  | Argent | Bronze | Total |
| ----- | ---------------------- | --- | ------ | ------ | ----- |
| 1     | Guam                   | 51  | 27     | 18     | 96    |
| 2     | Îles Mariannes du Nord | 34  | 33     | 31     | 98    |
| 3     | Palaos                 | 27  | 16     | 21     | 64    |
| 4     | Chuuk                  | 6   | 10     | 12     | 28    |
| 5     | Pohnpei                | 5   | 15     | 17     | 37    |
| 6     | Kiribati               | 5   | 7      | 5      | 17    |
| 7     | Îles Marshall          | 3   | 5      | 12     | 20    |
| 8     | Kosrae                 | 3   | 3      | 2      | 8     |
| 9     | Yap                    | 2   | 7      | 3      | 12    |
| Total | Total                  | 136 | 123    | 121    | 380   |

### Athlétisme
Les femmes et les hommes participent à vingt-deux épreuves,,,,[PDF],,,.
- Femmes

Les meilleures performances des Jeux (RJ = Record des Jeux) ont été battues sur les 100 m, 200 m, 800 m, 1 500 m, 5 000 m,100 m haies, triple-saut, lancer du poids et pentathlon. Le 5 000 m est à nouveau proposé après une unique apparition lors des Jeux de 1990. Il remplace le 3 000 m. Le triple-saut, concouru lors des Jeux de 1994 et 1998, absent lors des Jeux de 2002, est à nouveau présent. Le 400 m haies, le semi-marathon, le 3 km cross-country, le cross-country par équipe et le lancer du marteau sont au programme pour la première fois.
| Épreuves                 | Or                                                                             | Argent                                                                                   | Bronze                                                                                     |
| 100 m                    | Ngerak Florencio Palaos 12 s 97 RJ                                             | Cora Low Guam 13 s 10                                                                    | Mihter Wendolin Pohnpei 13 s 38                                                            |
| 200 m                    | Ngerak Florencio Palaos 26 s 76 RJ                                             | Paloma Swei Palaos 27 s 76                                                               | Maria Ikelap Chuuk 28 s 12                                                                 |
| 400 m                    | Ngerak Florencio Palaos 1 min 2 s 91                                           | Jacquelin Wonenberg Îles Mariannes du Nord 1 min 4 s 03                                  | Mihter Wendolin Pohnpei 1 min 6 s 26                                                       |
| 800 m                    | Leana Peters Guam 2 min 29 s 90 RJ                                             | Nicole Layson Guam 2 min 31 s 11                                                         | Vanity Raynold Chuuk 2 min 36 s 75                                                         |
| 1 500 m                  | Leana Peters Guam 5 min 1 s 50 RJ                                              | Noriko Jim-Nasuhara Îles Mariannes du Nord 5 min 1 s 54                                  | Nicole Layson Guam 5 min 13 s 58                                                           |
| 5 000 m                  | Noriko Jim-Nasuhara Îles Mariannes du Nord 19 min 24 s 18 RJ                   | Leana Peters Guam 20 min 26 s 42                                                         | Nicole Layson Guam 20 min 29 s 42                                                          |
| 10 000 m                 | Leana Peters Guam 48 min 36 s 88                                               | Nicole Layson Guam 48 min 37 s 50                                                        | Morgan Avery Guam 48 min 52 s 57                                                           |
| Semi-marathon            | Akiko Hagiwara Îles Mariannes du Nord 1 h 40 min 47 s                          | —                                                                                        | —                                                                                          |
| 100 m haies              | Cora Low Guam 16 s 49 RJ                                                       | Kristen Mendiola Guam 17 s 40                                                            | Barbara Gbewonyo Palaos 18 s 56                                                            |
| 400 m haies              | Kimaia Dan Murdoch Kiribati 1 min 14 s 85                                      | Barbara Gbewonyo Palaos 1 min 17 s 86                                                    | Liamwar Rangamar Îles Mariannes du Nord 1 min 20 s 67                                      |
| 4 × 100 m                | Ngerak Florencio, Anelize Emiliano, Paloma Swei, Peoria Koshiba Palaos 52 s 25 | Vangie Mercado, Amanda Wendolin, Marselihna Wendolin, Mihter Wendolin Pohnpei 54 s 10    | Sam Twinsanne, Maria Ikelap, Aisina Finas, Kiumy Kapier Chuuk 54 s 27                      |
| 4 × 400 m                | Ngerak Florencio, Taina Yano, Paloma Swei, Peoria Koshiba Palaos 4 min 29 s 01 | Aisina Finas, Maria Ikelap, Vanity Raynold, Stayleen Rimen Chuuk 4 min 30 s 89           | Vangie Mercado, Lilihna Mihkel, Marselihna Wendolin, Mihter Wendolin Pohnpei 4 min 38 s 31 |
| 3 km cross-country       | Noriko Jim-Nasuhara Îles Mariannes du Nord 9 s 59                              | Vanity Raynold Chuuk 11 s 14                                                             | Stayleen Rimen Chuuk 11 s 19                                                               |
| Cross-country par équipe | Vanity Raynold, Stayleen Rimen, Maria Ikelap Chuuk 10 points                   | Noriko Jim-Nasuhara, Jacque Wonenberg, Liamwar Rangamar Îles Mariannes du Nord 14 points | Peoria Koshiba, Paloma Swei, Barbara Gbewonyo Palaos 23 points                             |
| Saut en hauteur          | Barbara Gbewonyo Palaos 1,46 m                                                 | Kimaia Dan Murdoch Kiribati 1,43 m                                                       | Taina Yano Palaos 1,34 m                                                                   |
| Saut en longueur         | Cora Low Guam 4,66 m                                                           | Barbara Gbewonyo Palaos 4,61 m                                                           | Kimaia Dan Murdoch Kiribati 4,59 m                                                         |
| Triple-saut              | Barbara Gbewonyo Palaos 9,89 m RJ                                              | Kimaia Dan Murdoch Kiribati 9,11 m                                                       | Kimenta Dobich Chuuk 9,10 m                                                                |
| Lancer du poids          | Chandis Cooper Palaos 11,24 m RJ                                               | Lucinda Kamloy Yap 9,32 m                                                                | Kimaia Dan Murdoch Kiribati 9,02 m                                                         |
| Lancer du disque         | Javendra Lyn Lukreb Yap 28,26 m                                                | Doris Rangamar Îles Mariannes du Nord 28,21 m                                            | Maleah Umerang Tengadik Palaos 27,80 m                                                     |
| Lancer du marteau        | Chandis Cooper Palaos 25,21 m                                                  | Corrine Hideos Palaos 23,24 m                                                            | Doris Rangamar Îles Mariannes du Nord 22,18 m                                              |
| Lancer du javelot        | Maleah Umerang Tengadik Palaos 34,69 m                                         | Anelize Emiliano Palaos 30,73 m                                                          | Kimaia Dan Murdoch Kiribati 30,50 m                                                        |
| Pentathlon               | Kimaia Dan Murdoch Kiribati 2 258 points RJ                                    | Janyssa Ford Palaos 1 674 points                                                         | Wang Yue Îles Mariannes du Nord 1 616 points                                               |

- Hommes

Les meilleures performances des Jeux (RJ = Record des Jeux) ont été battues sur les 1 500 m, triple-saut et lancer du disque. Lors de cette édition des Jeux, le pentathlon est remplacé par l'octathlon. Le 6 km cross-country, le cross-country par équipe et le lancer du marteau sont au programme pour la première fois.
| Épreuves                 | Or                                                                                 | Argent                                                                                 | Bronze                                                                                       |
| 100 m                    | Jack Howard Chuuk 11 s 12                                                          | Tyrone Omar Îles Mariannes du Nord 11 s 13                                             | Roman Cress Îles Marshall 11 s 19                                                            |
| 200 m                    | Roman Cress Îles Marshall 22 s 66                                                  | Jack Howard Chuuk 22 s 73                                                              | Ty Saiske Palaos 23 s 46                                                                     |
| 400 m                    | John Stills Palaos 52 s 05                                                         | Elterson Rodriguez Pohnpei 52 s 05                                                     | Toom Annaua Kiribati 52 s 32                                                                 |
| 800 m                    | Derek Mandell Guam 2 min 3 s 76                                                    | Keith Daniel Sepety Pohnpei 2 min 5 s 97                                               | Toby Castro Guam 2 min 6 s 85                                                                |
| 1 500 m                  | Derek Mandell Guam 4 min 11 s 92 RJ                                                | Keith Daniel Sepety Pohnpei 4 min 26 s 22                                              | Toby Castro Guam 4 min 27 s 04                                                               |
| 5 000 m                  | Derek Mandell Guam 16 min 52 s 85                                                  | Brent Butler Guam 17 min 0 s 49                                                        | Kostantino Kosy Chuuk 17 min 39 s 88                                                         |
| 10 000 m                 | Derek Mandell Guam 35 min 47 s 58                                                  | Brent Butler Guam 36 min 26 s 52                                                       | Kostantino Kosy Chuuk 37 min 15 s 61                                                         |
| Semi-marathon            | Brent Butler Guam 1 h 24 min 11 s                                                  | Kostantino Kosy Chuuk 1 h 26 min 9 s                                                   | Juda Ikelap Chuuk 1 h 28 min 55 s                                                            |
| 110 m haies              | Kenneth Karosich Guam 16 s 06                                                      | Beteru Ateri Kiribati 16 s 60                                                          | Jahlil Fielder Guam 17 s 10                                                                  |
| 400 m haies              | Kenneth Karosich Guam 57 s 36                                                      | Moses Bismark Palaos 59 s 89                                                           | Steve Mathias Chuuk 61 s 40                                                                  |
| 4 × 100 m                | R.S. Sufon, Freeder Freddy, Evanston Nomau, Jack Howard Chuuk 43 s 76              | Murphy Hairens, Jenson Wendolin, Jesse Hairens, Elterson Rodriguez Pohnpei 44 s 77     | Darrel Roligat, Tyrone Omar, Dexter Dillay, Benjamin Jones Jr Îles Mariannes du Nord 44 s 78 |
| 4 × 400 m                | Peter Donis Rudolf, Freeder Freddy, Steve Mathias, Jack Howard Chuuk 3 min 31 s 59 | Nicholas Mangham, John Stills, Christopher Kenty, Idip Tiobech Palaos 3 min 32 s 00    | Jenson Wendolin, Murphy Hairens, Jordan Ardos, Elterson Rodriguez Pohnpei 3 min 35 s 62      |
| 6 km cross-country       | Juda Ikelap Chuuk 19 s 05                                                          | Michael Henry Chuuk 19 s 14                                                            | Ignore Sakate Chuuk 19 s 25                                                                  |
| Cross-country par équipe | Juda Ikelap, Michael Henry, Ignore Sakate Chuuk 6 points                           | Nathaniel Mateo, Yoshiharu Suzuki, Christopher Santos Îles Mariannes du Nord 18 points | Douglas Schmidt, Nicholas Mangham, John Stills Palaos 27 points                              |
| Saut en hauteur          | Beteru Ateri Kiribati 1,74 m                                                       | Buraieta Yeeting Kiribati 1,74 m                                                       | Nathan Nabachon Yap 1,71 m                                                                   |
| Saut en longueur         | Buraieta Yeeting Kiribati 6,38 m                                                   | John Stills Palaos 6,35 m                                                              | Michael Alicto Guam 6,20 m                                                                   |
| Triple saut              | Buraieta Yeeting Kiribati 13,39 m RJ                                               | Pernor Hartman Chuuk 12,20 m                                                           | Calson Dulei Palaos 12,19 m                                                                  |
| Lancer du poids          | Justin Andre Guam 13,34 m                                                          | Jersey Iyar Palaos 12,63 m                                                             | Tiim Romatoa Kiribati 11,97 m                                                                |
| Lancer du disque         | Justin Andre Guam 41,19 m RJ                                                       | Tiim Romatoa Kiribati 36,31 m                                                          | Melvin Tagabuel Îles Mariannes du Nord 35,60 m                                               |
| Lancer du marteau        | Justin Andre Guam 51,29 m                                                          | Joseph Saures Îles Mariannes du Nord 28,52 m                                           | Galileo Saiske Palaos 25,83 m                                                                |
| Lancer du javelot        | Jersey Iyar Palaos 52,27 m                                                         | Dougwin Franz Palaos 49,44 m                                                           | Dallas Oketol Palaos 49,31 m                                                                 |
| Octathlon                | Nick Mangham Palaos 4 298 points                                                   | Beteru Ateri Kiribati 3 828 points                                                     | Leon Mengloi Kiribati 3 640 points                                                           |

### Lutte
Deux styles de lutte sont proposés aux lutteurs masculins lors des Jeux, les 29 et 30 juin : la lutte gréco-romaine et la lutte libre.
La délégation des Palaos est la plus titrée avec quatre médailles d'or. Elle obtient également une médaille d'argent et une de bronze. Guam est la plus médaillée avec trois médailles en or, deux en argent et deux en bronze.

#### Lutte gréco-romaine
Les épreuves de lutte gréco-romaine, exclusivement masculines, se déroulent le 29 juin. Il est distingué sept catégories de poids.
| Or                     | Argent                  | Bronze                             |
| 55 kg                  |                         |                                    |
| Dundy Dosalua Pohnpei  | Christopher Yug Yap     | John Lizama Îles Mariannes du Nord |
| 60 kg                  |                         |                                    |
| Elgin Ewais Palaos     | Moses Gilfalan Yap      | Junior Nason Pohnpei               |
| 66 kg                  |                         |                                    |
| Franson Gibbons Palaos | Marcil Yatilau Chuuk    | Patrick Mike Kosrae                |
| 74 kg                  |                         |                                    |
| Kenneth Z. Mike Kosrae | Anthony Chaco Guam      | Larry Uwelur Yap                   |
| 84 kg                  |                         |                                    |
| Steven Ochay Yap       | Keitani Graham Chuuk    | Steven Cahill Guam                 |
| 96 kg                  |                         |                                    |
| Jeff Cobb Guam         | Pasquel Yanelur Yap     | Andrew Salatier Chuuk              |
| 120 kg                 |                         |                                    |
| Kun Killin Kosrae      | John Tarkong Jr. Palaos | Patrick Camacho Guam               |

#### Lutte libre
Les épreuves de lutte libre masculines se tiennent le 30 juin. Il est distingué sept catégories de poids.
| Or                                   | Argent                           | Bronze                               |
| 55 kg                                |                                  |                                      |
| Dundy Dosalua Pohnpei                | Christopher Yug Yap              | John Lizama Îles Mariannes du Nord   |
| 60 kg                                |                                  |                                      |
| Elgin Ewais Palaos                   | Serino Matheus Chuuk             | Junior Nason Pohnpei                 |
| 66 kg                                |                                  |                                      |
| Franson Gibbons Palaos               | Jose Quan Îles Mariannes du Nord | Marcil Yatilmen Chuuk                |
| 74 kg                                |                                  |                                      |
| Kenneth Z. Mike Kosrae               | Anthony Chaco Guam               | Cukie Alvarez Îles Mariannes du Nord |
| 84 kg                                |                                  |                                      |
| Frank Camacho Îles Mariannes du Nord | David Saladwa Yap                | Lorenzo John Pohnpei                 |
| 96 kg                                |                                  |                                      |
| Jeff Cobb Guam                       | Andrew Salatier Chuuk            | David Ligor Pohnpei                  |
| 120 kg                               |                                  |                                      |
| Patrick Camacho Guam                 | Kun Killin Kosrae                | John Tarkong Jr. Palaos              |

### Micronesian all around
Le micronesian all around est une discipline consistant en la combinaison de plusieurs activités caractéristiques de la Micronésie. La compétition comprend cinq épreuves pour les hommes et quatre pour les femmes. Si la nature des épreuves est connue, le détail exact de celles-ci, variable selon les compétitions, n'est pas renseigné. L'unicité de cette discipline sportive — les compétitions de montée de cocotier seules existent ailleurs Océanie — a conduit la chaîne de télévision ESPN à tenter à plusieurs reprises de couvrir l'évènement durant les Jeux de la Micronésie et notamment ceux de 2006 à Saipan aux Îles Mariannes du Nord où ils ont eu un grand succès populaire.
- Femmes

La compétition rassemble deux paluannes. En raison de ce faible nombre de concurrentes, seule la médaille d'or est attribuée,,,.
| Concurrent             | Pelage/grattage | Pelage/grattage | Lancer de lance | Lancer de lance | Plongée      | Plongée | Nage         | Nage  | Total | Médailles |
| Burang Skang Palaos    | 1 min 46 s 1    | 1 pt            | ? pts           | 1 pt            | 30 s 4       | 1 pt    | 3 min 29 s 9 | 1 pts | 4 pt  |           |
| Jessica Blailes Palaos | 2 min 18 s 0    | 2 pts           | ? pts           | 2 pts           | 3 min 46 s 6 | 2 pts   | 5 min 32 s 7 | 2 pts | 8 pts | 2e        |

- Hommes

La compétition masculine rassemble cinq participants,,,.
| Concurrent                               | Montée de cocotier | Montée de cocotier | Pelage       | Pelage | Lancer de lance | Lancer de lance | Plongée | Plongée | Nage         | Nage  | Total    | Médailles |
| Eugene Alfons Moses Pohnpei              | 53 s 7             | 2 pts              | 52 s 16      | 1 pt   | 170 pts         | 1 pt            | 24 s 66 | 3 pts   | 2 min 49 s 8 | 3 pts | 10 pts   |           |
| Ati Ati Libokemto Îles Marshall          | 52 s 67            | 1 pt               | 1 min 1 s 5  | 2 pts  | 90 pts          | 5 pts           | 22 s 2  | 1 pt    | 3 min 29 s 2 | 4 pts | 13 pts   |           |
| Stalin Stanley Palaos                    | 1 min 49 s 6       | 5 pts              | 1 min 24 s 0 | 4 pts  | 150 pts         | 2.5 pts         | 23 s 63 | 2 pts   | 2 min 40 s 7 | 1 pt  | 14.5 pts |           |
| Robinson Richard Palaos                  | 1 min 9 s 9        | 4 pts              | 1 min 7 s 5  | 3 pts  | 150 pts         | 2.5 pts         | 28 s 19 | 4 pts   | 2 min 48 s 8 | 2 pts | 15.5 pts | 4e        |
| Tenison Ilewilong Îles Mariannes du Nord | 1 min 3 s 8        | 3 pts              | 4 min 27 s 5 | 5 pts  | 110 pts         | 4 pts           | 31 s 79 | 5 pts   | 3 min 39 s 1 | 5 pts | 22 pts   | 5e        |

### Va'a
La compétition de va'a s'est tenue les 28 et 29 juin pour les deux distances les plus courtes et le 1er juillet pour la distance la plus longue,.
| Épreuves      | Or                     | Argent                  | Bronze                                 |
| 500 m Femme   | Palaos 2 min 41 s 45   | Kosrae 2 min 44 s 37    | Pohnpei 2 min 45 s 71                  |
| 500 m Homme   | Palaos 2 min 18 s 98   | Pohnpei 2 min 21 s 64   | Yap 2 min 22 s 78                      |
| 1 500 m Femme | Palaos 8 min 41 s 57   | Pohnpei 8 min 52 s 66   | Kosrae 9 min 6 s 84                    |
| 1 500 m Homme | Palaos 7 min 37 s 30   | Pohnpei 7 min 38 s 34   | Îles Mariannes du Nord 7 min 40 s 20   |
| 14 km Femme   | Palaos 1 h 28 min 45 s | Pohnpei 1 h 31 min 39 s | Îles Mariannes du Nord 1 h 34 min 20 s |
| 18 km Homme   | Palaos 1 h 34 min 4 s  | Pohnpei 1 h 36 min 32 s | Îles Mariannes du Nord 1 h 37 min 49 s |